# Mojanovići
Mojanovići (en serbe cyrillique: Мојановићи) est une petite ville du sud du Monténégro, dans la municipalité de Podgorica.

## Démographie

### Évolution historique de la population[1]
| 1948 | 1953 | 1961  | 1971  | 1981  | 1991  | 2003  | 2008  |
| ---- | ---- | ----- | ----- | ----- | ----- | ----- | ----- |
| 764  | 852  | 1 027 | 1 139 | 1 203 | 1 438 | 1 850 | 2 021 |